# Willy’s Wonderland
Willy’s Wonderland ist ein US-amerikanischer Action-, Komödien- und Horrorfilm aus dem Jahr 2021 unter der Regie von Kevin Lewis nach einem Drehbuch von G. O. Parsons. Die Hauptrolle spielt Nicolas Cage, der auch als Produzent fungierte.
Willy’s Wonderland war ursprünglich für einen weltweiten Kinostart am 30. Oktober 2020 angesetzt, wurde aber als Reaktion auf die COVID-19-Pandemie verschoben. Stattdessen wurde der Film am 12. Februar 2021 von Screen Media Films per Video-on-Demand mit gleichzeitig begrenztem Kinostart in den USA veröffentlicht. Der Film ist eine Persiflage auf die beliebte Spielereihe Five Nights at Freddy’s und erhielt gemischte Kritiken.

## Handlung
Als sein Chevrolet Camaro Super Sport auf einer abgelegenen Landstraße aufgrund einer Nagelsperre vier platte Reifen bekommt, strandet ein stiller Herumtreiber (der Protagonist des Films, der namenlos bleibt) außerhalb von Hayesville, Nevada. Mechaniker Jed Love holt ihn ab und schleppt sein Auto in die Stadt und setzt den Aufwand der Reparatur auf 1.000 $ fest. Der Protagonist kann die Reparatur nicht bezahlen, da er kein Bargeld mit sich führt, Jed keine Kreditkarten akzeptiert und es, seiner Aussage zufolge, im ganzen Ort, aufgrund fehlenden Internets, keine funktionierenden Geldautomaten gibt. Als der Protagonist zustimmt, sich das Geld zu erarbeiten, fährt ihn Jed zu „Willy's Wonderland“, einem einst erfolgreichen, aber mittlerweile verlassenen Familienunterhaltungszentrum. Der Besitzer Tex Macadoo erzählt ihm von seinen Wiedereröffnungsplänen und bietet ihm an, die Kosten für die Reparatur zu übernehmen, wenn er in der Nachtschicht das Innere des Gebäudes reinigt. Tex lässt ihn nach seiner Zustimmung ins Gebäude und sperrt dieses von außen zu. Währenddessen werden der Teenagerin Liv Hawthorne von Hayesvilles Sheriff Eloise Lund in ihrem Wohnwagen Handschellen angelegt, weil sie zuvor versucht hatte, Willy's Wonderland niederzubrennen. Als Lund geht, kommen Livs Freunde Chris Muley, Kathy Barnes, Aaron Powers, Bob McDaniel und Dan Lorraine und befreien sie, um ihren Plan gemeinsam zu vollenden.
Nachdem der Protagonist seine Arbeit als Hausmeister aufgenommen hat, aktivieren sich die mittlerweile verwahrlosten, acht animatronischen Maskottchen des Restaurants – „Willy Weasel“, „Arty Alligator“, „Cammy Chameleon“, „Ozzie Ostrich“, „Knighty Knight“, „Tito Turtle“, „Gus Gorilla“ und „Sara Siren“ – von selbst und verhalten sich aggressiv. „Ozzie“ greift den Protagonisten an, der daraufhin den Stiel eines Mopps zweiteilt und „Ozzie“ damit „tot“ schlägt. Während Liv und ihre Freunde die Umgebung mit Benzin übergießen, beschließt Liv, Willy's Wonderland durch die Lüftungsanlage zu betreten, um den Protagonisten herauszuholen, da er auf vorherige Warnungen nicht reagiert hat. Unterdessen wird der Protagonist von „Gus“ in den Toiletten angegriffen. Nach einem kurzen Kampf zerstört der Protagonist ihn, indem er „Gus“’ Gesicht in ein Urinal stampft. In den Lüftungsschächten wird Liv von „Arty“ verfolgt, aber sie entkommt in einen Raum mit Feenmotiven, wo „Sara“ sie angreift. Liv schafft es, „Sara“ abzuwehren und trifft auf den Protagonisten, der ihre Warnungen vor den Animatronics erneut ignoriert und sich weiterhin weigert, zu gehen.
Draußen klettern Livs Freunde auf das Dach, um ihr von dort aus zu helfen. Das Dach bricht jedoch ein und alle fallen in ein Bällebad, das sich im Inneren des Gebäudes befindet. Während der Protagonist die Küche putzt, berichtet ihm Liv, dass Willy's Wonderland ursprünglich dem berüchtigten Serienmörder Jerry Robert Willis und seinen sieben psychopathischen, kannibalistisch geneigten Partnern gehörte, die oft ahnungslose Familien ermordeten, nachdem sie diese in den Super Happy Fun Room lockten. Schließlich von den Behörden entdeckt, führten sie ein satanistisches Ritual durch, um ihre Seelen in die Animatronics zu übertragen, bevor sie Selbstmord begingen. Während Liv erzählt, erwachen weitere Animatronics zum Leben und greifen die Gruppe an. Im darauffolgenden Chaos spießt „Knighty“ Aaron mit seinem Schwert auf, „Sara“ und „Tito“ verschlingen Dan bei lebendigem Leib und „Arty“ zerfleischt Kathy und Bob, während diese Sex haben. Mit Livs Hilfe enthauptet der Protagonist „Knighty“ und bricht „Artys“ Kiefer, wodurch sie beide zerstört werden. Von „Cammy“ in einer Spielhalle verfolgt, ruft Chris Lund telefonisch um Hilfe. Lund geht widerwillig mit dem stellvertretenden Sheriff Evan Olson dorthin, als sie erfährt, dass sich auch Liv dort befindet. Unterwegs enthüllt Lund Olson, dass die Animatronics nach der Schließung von Willy's Wonderland weiterhin Menschen in Hayesville ermordeten, bis sie, Tex und Jed einen Handel mit ihnen eingingen: im Laufe der Jahre brachten sie zufällige Reisende dazu, das Gebäude aufzuräumen, und boten sie den Animatronics regelrecht als Opfer dar, um deren Amoklauf zu stoppen. Eine junge Liv und ihre Eltern waren unter den damaligen Opfern, wobei Liv die einzige Überlebende war und Lund sie adoptierte.
Als der Protagonist und Liv in der Spielhalle ankommen, bricht „Cammy“ Chris den Hals und tötet ihn. Sie überwältigen „Cammy“ und versuchen zu gehen, doch Lund und Evan fangen sie am Ausgang ab. Lund befiehlt Olsen, dem Protagonisten Handschellen anzulegen, und lässt ihn dann, mit Kabelbinder-Handschellen gefesselt, zum Sterben zurück, während Evan Liv mitnimmt. Während der Fahrt wird Evan von „Tito“ angegriffen und getötet, während Liv „Tito“ beschädigt und zu Fuß entkommt. Lund erwacht im Fahrzeug von Livs Freunden, das vor dem Gebäude geparkt ist. Zurück im Restaurant, überwältigt der Protagonist „Sara“, befreit sich mit einem kräftigen Ruck vom Kabelbinder, verdreht „Cammy“ den Kopf und zerstört auch sie. Der Protagonist geht daraufhin weiter seiner Arbeit nach. Lund stellt verwundert fest, dass er immer noch lebt, als er das Gebäude verlässt, um volle Müllsäcke in der Mülltonne vor dem Gebäude zu entsorgen. Wütend befiehlt Lund, mit einem Schrotgewehr im Anschlag, dem Protagonisten, zurück ins Gebäude zu gehen. Dort will sie „Willy“ dazu zu bringen, den Protagonisten zu töten, doch „Willy“ reißt stattdessen Lund in zwei Hälften und widmet sich erst dann dem Protagonisten. Zu Beginn des Kampfes gewinnt „Willy“ die Oberhand und kann den Protagonisten verletzen. Dieser kämpft allerdings zurück und kann „Willy“ schließlich den Kopf abreißen.
Am nächsten Morgen kehren Tex und Jed zum Gebäude zurück. Dort führt Jed Tex das instandgesetzte Auto des Protagonisten vor und übergibt ihm die Autoschlüssel, der sich darüber freut, seiner Sammlung ein weiteres Spielzeug hinzugefügt zu haben. Tex blickt durch ein mit Brettern vernageltes Fenster ins Innere des Gebäudes. Zu seinem Erstaunen sieht er einen komplett sauberen Eingangsbereich. Irritiert betreten Jed und Tex das Gebäude. Es folgt eine Kamerafahrt durch die Tischreihen in Richtung der Bühne, auf der die Animatronics fehlen. Der Protagonist betritt den Raum, stellt sich vor den verblüfften Tex, der ihm die Autoschlüssel für sein repariertes Fahrzeug übergibt. Der Protagonist verlässt das Gebäude, wo er mit der gerade eintreffenden Liv einige Blicke austauscht, die sich daraufhin zu ihm ins Auto setzt. Anschließend verlassen beide den Ort. Während Tex und Jed über die Wiedereröffnung von Willy's Wonderland diskutieren, taucht plötzlich „Sara“ auf und zündet Tex’ Auto mit Benzin an. Alle drei werden bei einer gewaltigen Explosion getötet, die auch das gesamte Willy's Wonderland zerstört. Während die Sonne aufgeht, fahren der Protagonist und Liv aus Hayesville heraus und treffen unterwegs auf den umherirrenden „Tito“ und überfahren ihn.

## Produktion
Das Projekt wurde im Oktober 2019 angekündigt, nachdem der Drehbuchautor Parsons die Idee auf der Grundlage seines Kurzfilms Wally’s Wonderland aus dem Jahr 2016 entwickelt hatte, der auch der ursprüngliche Name des Drehbuchs war. Es erregte Cages Aufmerksamkeit, der sich bereit erklärte, sowohl als Schauspieler als auch als Produzent mitzuwirken. Lewis wurde im Dezember 2019 als Regisseur eingestellt, während die Besetzung im Februar 2020 hinzukam. Vor seiner Veröffentlichung erhielt der Film eine kleine Kult-Anhängerschaft, da er seine Prämisse mit der Five Nights at Freddy's-Franchise teilte.

## Deutsche Synchronfassung
Die deutsche Synchronbearbeitung entstand bei der Splendid Synchron GmbH in Berlin. Wanja Gerick schrieb das Dialogbuch, Gerrit Schmidt-Foß führte Dialogregie.
| Darsteller           | Deutscher Sprecher        | Rolle                                      |
| Personen             | Personen                  | Personen                                   |
| -------------------- | ------------------------- | ------------------------------------------ |
| Nicolas Cage         | [stumm]                   | Hausmeister                                |
| Emily Tosta          | Moira May                 | Liv Hawthorne                              |
| Beth Grant           | Liane Rudolph             | Sheriff Eloise Lund                        |
| Ric Reitz            | Wolfgang Wagner           | Tex Macadoo                                |
| Chris Warner         | Felix Würgler             | Jed Love                                   |
| David Sheftell       | Gerrit Schmidt-Foß        | Deputy Evan Olson                          |
| Christian Delgrosso  | Julian Tennstedt          | Aaron Powers                               |
| Terayle Hill         | Kaze Uzumaki              | Bob McDaniel                               |
| Kai Kadlec           | David Kunze               | Chris Muley                                |
| Jonathan Mercedes    | Nico Wiek                 | Dan Lorraine                               |
| Caylee Cowan         | Luisa Wietzorek           | Kathy Barnes                               |
| Animatronics         |                           |                                            |
| Jessica Graves Davis | Katharina Küpper          | Sara, die Sirene                           |
| Abel Arias           | Sebastian Christoph Jacob | Stevie, der Strauß / Tito, die Schildkröte |
| Mark Gagliardi       | Tilo Schmitz              | Gus, der Gorilla                           |
| Madisun Leigh        | Martina Treger            | Cammy, das Chamäleon                       |
| Duke Jackson         | Nicolai Tegeler           | Knighty Knight                             |
| Émoi                 | Santiago Ziesmer          | Willy, das Wiesel                          |